# کاروانسرای عسگرآباد
کاروانسرای عسگرآباد مربوط به دوره قاجار است و در شهرستان قم، بخش مرکزی، کیلومتر ۱۵ جاده تهران واقع شده است. این اثر در تاریخ ۱۹ اسفند ۱۳۸۰ با شمارهٔ ثبت ۴۸۶۳ به عنوان یکی از آثار ملی ایران به ثبت رسیده است.